# Platygerrhus columbianus
Platygerrhus columbianus är en stekelart som först beskrevs av William Harris Ashmead 1896.  Platygerrhus columbianus ingår i släktet Platygerrhus och familjen puppglanssteklar. Inga underarter finns listade i Catalogue of Life.